# (134235) 2005 YL70
(134235) 2005 YL70 es un asteroide perteneciente al cinturón de asteroides, región del sistema solar que se encuentra entre las órbitas de Marte y Júpiter.
Fue descubierto el 26 de diciembre de 2005 por el equipo del proyecto Spacewatch desde el observatorio Nacional de Kitt Peak.

## Designación y nombre
Designado provisionalmente como 2005 YL70.

## Características orbitales
(134235) 2005 YL70 está situado a una distancia media del Sol de 2,936 ua, pudiendo alejarse hasta 3,269 ua y acercarse hasta 2,603 ua. Su excentricidad es 0,113 y la inclinación orbital 9,409 grados. Emplea 1837,86 días en completar una órbita alrededor del Sol.
Los próximos acercamientos a la órbita de Júpiter ocurrirán el 28 de noviembre de 2060, el 12 de noviembre de 2095 y el 15 de octubre de 2130.

## Características físicas
La magnitud absoluta de (134235) 2005 YL70 es 15,45. Tiene 5,976 km de diámetro. Su albedo se estima en 0,041.